# Drus Cèsar
Drus Cèsar (7-33) era fill de Germànic i Agripina Major. Va assolir la toga viril l'any 23 i el senat li va concedir el dret a ser candidat a les magistratures cinc anys abans del marcat per la llei i va ser primer qüestor. Més tard va ser nomenat àugur.
Tenia un caràcter poc amistós i la seva mare Agripina tenia com a fill favorit al seu germà gran Neró Cèsar, que esperava que acabés assolint la successió imperial. Drus va començar a envejar a Neró i el cap dels pretorians Sejà, que també aspirava a la successió imperial i es volia desempallegar de tots els familiars de l'emperador que el podien obstaculitzar, es va aprofitar d'aquesta enveja i va aconseguir a la fi el desterrament i la mort de Neró Cèsar. Tiberi, al que no agradaven les mostres de suport a favor de Neró i Drus, va afavorir secretament aquest assassinat.
Unes paraules de Drus sota els efectes de l'alcohol van arribar a palau i allí Tiberi va recollir totes les acusacions que se li havien fet, entre d'altres la de l'esposa de Drus Emília Lèpida. Les acusacions es van presentar al senat per l'emperador l'any 30, Drus, tal com havia passat amb el seu germà, va ser condemnat a mort com si fos un enemic de l'estat. Però Tiberi el va mantenir durant alguns anys empresonat en una petita cambra a la part més baixa del palau, amb la intenció de guardar-lo com a alternativa a l'imperi, en cas d'un intent de prendre el poder per part de Sejà. Va sorgir el rumor de que Tiberi es volia reconciliar amb Agripina i el seu fill, i l'emperador, seguint el seu costum de mantenir amagades les seves intencions i no fer cas dels comentaris, va donar ordres, l'any 33, que Drus havia de morir de gana. Al cap de nou dies, embogit per la fam, va intentar menjar-se el matalàs de la cambra desesperadament i es va ofegar.
Actius, un centurió i Dídimus, un llibert van escriure un relat exacte de tot el que havia passat Drus a la presó durant aquells anys. En aquest diari hi constaven els noms dels esclaus que l'havien colpejat o terroritzat quan va intentar escapar de la cambra, la repressió salvatge que li aplicava el centurió, els murmuris i les paraules que va pronunciar al morir. Tiberi, després de la mort de Drus, es va dirigir al senat, denunciant la vergonya de la vida del mort, el seu desig de destruir els seus familiars i la seva desafecció a l'estat. Per provar el que deia, va ordenar que es llegís el diari del comportament de Drus a la presó. però el senat romà, tot i la seva submissió a l'emperador, va quedar sorprès i alarmat per la indecència despectiva d'aquesta narració que un tirà els obligava a escoltar, un emperador que abans s'havia mostrat profund i obscur, i que sabia ocultar els seus crims. Els senadors van aconseguir aturar la lectura amb el pretext de protestar amb veus molt altes contra l'actuació de Drus.
L'any 31 un pretendent a l'imperi va aparèixer a les illes Cíclades dient que era Drus. Va recollir molts partidaris i podia haver estat un problema greu si les legions de Síria i Egipte li haguessin donat suport. Però Poppeu Sabí el va perseguir i el va atrapar a Nicòpolis fent-lo presoner i sota tortura va confessar ser fill de Marc Silà. Va morir de fam a la presó el 33.